# William Lumpkins
William Lumpkins (* 8. April 1909 auf der Rabbit Ears Ranch bei Clayton, New Mexico; † 13. Dezember 2000) war ein US-amerikanischer Künstler und Architekt, bekannt für seine abstrakten Aquarelle und als Pionier der Solararchitektur.

## Leben
William Lumpkins wuchs auf verschiedenen Ranches in Arizona und New Mexico auf. Seine frühe Erziehung erhielt er von einem Privatlehrer, der ihn mit dem Zen-Buddhismus bekannt machte, was einen nachhaltigen Einfluss auf sein späteres Leben und Schaffen hatte. 1924 zog er nach Roswell, New Mexico, wo er die High School besuchte. 1927 lernte er den Künstler Peter Hurd kennen, der sein künstlerisches Talent förderte.
1935 zog Lumpkins nach Santa Fe, New Mexico und wurde bald Mitglied der 1938 gegründeten Transcendental Painting Group. Diese Künstlergruppe strebte danach, spirituelle Erfahrungen durch abstrakte Kunst auszudrücken. Neben seiner künstlerischen Tätigkeit war Lumpkins ein innovativer Architekt. Er war ein Pionier der passiven Solararchitektur und gründete 1985 das Santa Fe Art Institute.

## Werk
William Lumpkins' künstlerisches Werk besteht hauptsächlich aus abstrakten Aquarellen, die für ihre leuchtenden Farben und dynamischen Kompositionen bekannt sind. Seine Arbeiten spiegeln häufig seine spirituellen Überzeugungen und seine Verbundenheit mit der Landschaft des amerikanischen Südwestens wider. Als Architekt setzte er sich für nachhaltiges Bauen ein und integrierte traditionelle Adobe-Techniken mit modernen Solarprinzipien.